# High Roothing
High Roothing of High Roding is een civil parish in het bestuurlijke gebied Uttlesford in het Engelse graafschap Essex. In 2001 telde het dorp 471 inwoners.